# Drahý doktore…
Drahý doktore… (v anglickém originále Dear Doctor) je epizoda seriálu Star Trek: Enterprise. Jde o třináctý díl první řady pátého seriálu ze světa Star Treku.

## Děj
Doktor Phlox dostává dopis od svého kolegy Lucase z Mezidruhového výměnného programu. Jeho odpověď jsou události tohoto dílu, kterým vlastně doktor provází.
Doktor byl v kině s Cutlerovou. Domnívá se, že se pokouší se navázat "romantický vztah", protože je s ním velice ráda a při rozloučení ho políbila.
Enterprise nachází loď bez warp pohonu. Na palubu transportovali dva jediné členy posádky. Když je doktor probral, dozvěděl se kapitán s T'Pol a samozřejmě doktorem, že jsou to Valakiané. Celý rok cestovali vesmírem, aby našli někoho, kdo by byl schopen najít lék na jejich nemoc, která se rychle šíří a oni proti ní nemají lék. Phlox se pokouší najít lék, s výsadkem navštívil i povrch. Dozvěděli se, že kromě Valakianů žije na planetě ještě jeden humanoidní druh, Menkové. Jsou sice zaostalejší, ale Valakiané s nimi žijí ve shodě. U nich se nemoc nerozvinula.
Doktor přišel na to, že nemoc je genetická a dle jeho odhadů Valakiané do dvou století vymřou. Vyvinul jen lék na zpomalení nemoci, ale úplně ji vyléčit je velmi obtížné. Kapitán proto svolí, aby Phlox provedl podrobnější zkoumání Menků, jejichž imunita by možná přinesla potřebné údaje. Doktor vidí, že Menkové jsou sice primitivní, ale dost učenliví a šikovní. Po skončení odběrů se snaží Cutlerové vysvětlit, že kultura Denobulanů je odlišná, on má kupříkladu tři manželky, ale Cutlerová chce, aby byli jen přátelé a že uvidí, co z toho pak bude. Doktor se pak vrátil na loď, stejně jako kapitán, který byl na jejich klinice.
Kapitán řeší na lodi dilema, jestli dát Valakianům warp technologii. Radí se o tom s T'Pol, které říká, že chápe, jak se asi Vulkánci cítili, když před sto lety kontaktovali Zemi. V noci nemůže spát a tak, když byl v jídelně, přišel za ním i Phlox. Ten řeší také zapeklitou věc – pozoruje, že Menkové se vyvíjejí kupředu a mají potenciál stát se dominantním druhem na planetě. To se ovšem nestane, pokud dostanou Valakiané lék, na který se doktorovi podařilo přijít, a budou Menky držet na uzdě. Bylo by tedy neetické do života na planetě zasahovat. Kapitán s ním však zásadně nesouhlasí a chce Valakianům pomoci a ne se držet nějaké teorie (byť evoluce je dle doktora „stěžejní vědecký princip“).
Kapitán nad tím však celou noc přemýšlel a dospěl k názoru, že by si neměli hrát na boha. Zároveň podotkl, že dokud nevydají jeho lidé nějakou doktrínu, co mají a nemají kde a kdy dělat, bude se muset rozhodovat sám. Na planetu tedy dovezli jenom lék zmírňující příznaky a slušně odmítli poskytnout jim warp technologii. Nicméně lékař na klinice jim poděkoval za pomoc. Doktor pak na lodi dokončil dopis Lucasovi a dal ho Hoši, aby ho odeslala. A ještě si domluvil schůzku s Cutlerovou, protože by se mu přítel zrovna hodil.